# غوستاف هوساك
غوستاف هوساك (بالسلوفاكية: Gustáv Husák)‏ (و. 1913 – 1991 م) هو سياسي، ومحام من تشيكوسلوفاكيا .

## جوائز
حصل على جوائز منها وسام لينين، وبطل الاتحاد السوفيتي، ووسام ثورة أكتوبر.

## روابط خارجية
- غوستاف هوساك على موقع IMDb (الإنجليزية)
- غوستاف هوساك على موقع الموسوعة البريطانية (الإنجليزية)
- غوستاف هوساك على موقع مونزينجر (الألمانية)
- غوستاف هوساك على موقع قاعدة بيانات الفيلم (الإنجليزية)